# البربا (أسيوط)
قرية البربا هي إحدى القرى التابعة لمركز صدفا في محافظة أسيوط في جمهورية مصر العربية. حسب إحصاءات سنة 2006، بلغ إجمالي السكان في البربا 16779 نسمة، منهم 8599 رجل و8180 امرأة.